# Artynia Catena
Artynia Catena — це ланцюжок кратерів у квадранглі Arcadia на планеті Марс. Цей ланцюжок розташований за координатами 47°58′ пн. ш. 119°40′ зх. д. / 47.97° пн. ш. 119.67° зх. д.. Його довжина становить 279 км. Свою назву він отримав від класичної альбедо-деталі, розташованої за координатами 54° пн. ш. 137° зх. д. / 54° пн. ш. 137° зх. д.

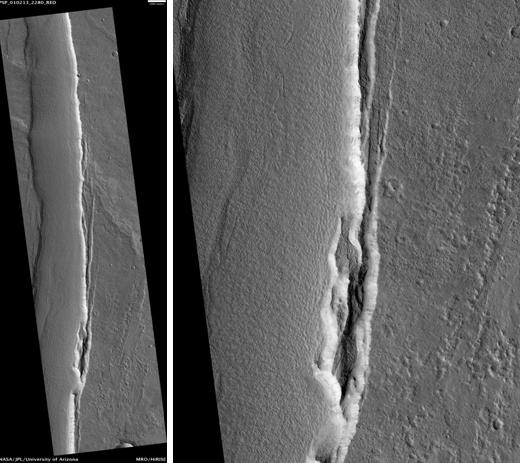
Artynia Catena, знімок HiRISE. Лінія масштабу відповідає 1000 м.